# هیگسون ۳۰۲۵
سیارک ۳۰۲۵ (به انگلیسی: 3025 Higson، نامگذاری:1982QR) سه هزار و بیست و پنجمین سیارک کشف شده‌است که در ۲۰ اوت ۱۹۸۲ کشف شد.
قدر مطلق سیارک برابر ۱۱٫۶۰ است.